# Leung Bo Yee
Leung Bo Yee, née le 21 novembre 1993, est une coureuse cycliste hongkongaise, qui pratique le cyclisme sur piste et sur route.

## Biographie
Leung Bo Yee commence à faire du vélo avec sa famille à l'âge de 10 ans pour s'occuper pendant les fermetures d'écoles dues à l'épidémie de SRAS. Avec sa sœur Leung Wing Yee, qui a trois ans de moins, elle pratique le cyclisme sur piste et sur route. Elle décroche plusieurs médailles dans les deux disciplines chez aux championnats d'Asie juniors, dont le titre sur la course en ligne sur route en 2011.
Chez les élites, il lui a été difficile de capitaliser sur ce succès pendant des années. Sur route, elle décroche plusieurs podiums aux championnat de Hong Kong. Au niveau international, elle court principalement en Asie. À partir de 2015, elle représente régulièrement Hong Kong aux mondiaux sur piste ainsi qu'à la Coupe du monde et à la Coupe des nations.
Sur piste, elle remporte plusieurs titres de championne de Hong Kong de course aux points et obtient deux médailles d'argent en poursuite par équipes aux championnats d'Asie de 2015 et 2017. En 2018, elle doit subir plusieurs opérations après s'être cassé le coude. Après une rééducation difficile, elle revient plus forte et remporte pour la première fois deux médailles individuelles aux championnats d'Asie en octobre 2019. En 2020, elle s'est qualifiée de manière inattendue pour les Jeux olympiques sur la course à l'américaine avec Pang Yao, mais le duo doit se retirer avant l'arrivée après avoir été doublé plusieurs fois et avoir concédé trop de retard sur le peloton principal.
Parallèlement à ses activités sportives, Leung étudie l'éducation à la santé à l'Education University of Hong Kong et obtient une licence. En 2023, Leung et sa sœur ont remporté la médaille de bronze lors de la poursuite par équipes des Jeux asiatiques.

## Palmarès sur piste

### Jeux olympiques
- Tokyo 2020
  - 13e de l'américaine

### Championnats du monde
- Saint-Quentin-en-Yvelines 2015
  - 14e de la poursuite par équipes
- Hong Kong 2017
  - 13e de la poursuite par équipes
- Berlin 2020
  - 14e de l'américaine
- Saint-Quentin-en-Yvelines 2022
  - 14e de la poursuite par équipes
- Glasgow 2023
  - 21e de la course aux points

### Jeux asiatiques
- Hangzhou 2022
  -  Médaillée de bronze de la poursuite par équipes

### Championnats d'Asie
- 2010
  -  Médaillée de bronze de la poursuite juniors
- 2011
  -  Médaillée d'argent de la poursuite juniors
- Nakhon Ratchasima 2015
  -  Médaillée d'argent de la poursuite par équipes
- New Delhi 2017
  -  Médaillée d'argent de la poursuite par équipes
- Jincheon 2020
  -  Médaillée d'argent de la poursuite
  -  Médaillée de bronze de la course aux points
- New Delhi 2024
  -  Médaillée de bronze de la course aux points
- Nilai 2025
  -  Médaillée de bronze de la poursuite par équipes

### Championnats nationaux
- 2015
  -  Championne de Hong Kong de course aux points
- 2017
  -  Championne de Hong Kong de poursuite
- 2019
  -  Championne de Hong Kong de poursuite
  -  Championne de Hong Kong de l'américaine
- 2022
  -  Championne de Hong Kong de course aux points
  -  Championne de Hong Kong de l'américaine

## Palmarès sur route

### Par années
- 2011
  -  Championne d'Asie sur route juniors
  -  Médaillé d'argent du championnat d'Asie du contre-la-montre juniors
- 2012
  - 2e du championnat de Hong Kong sur route
- 2014
  - 3e du championnat de Hong Kong sur route
- 2015
  - 3e du championnat de Hong Kong du contre-la-montre
- 2016
  - 2e du championnat de Hong Kong du contre-la-montre
  - 3e du championnat de Hong Kong sur route
- 2017
  - 2e du championnat de Hong Kong du contre-la-montre
- 2023
  - 2e du championnat de Hong Kong du contre-la-montre
  - 3e du championnat de Hong Kong sur route
- 2024
  -  Médaillé de bronze du championnat d'Asie du contre-la-montre par équipes mixtes

### Classements mondiaux
| Année                                 | 2012 | 2013 | 2014 | 2015 | 2016 | 2017 | 2018 | 2019 | 2020 | 2021 | 2022 | 2023 | 2024 |
| ------------------------------------- | ---- | ---- | ---- | ---- | ---- | ---- | ---- | ---- | ---- | ---- | ---- | ---- | ---- |
| Classement UCI                        | 296e | 218e | 394e | 482e | 386e | 544e | 634e | 721e | nc   | nc   | nc   | 357e | 467e |
|                                       |      |      |      |      |      |      |      |      |      |      |      |      |      |
| Légende : nc = non classéSource : UCI |      |      |      |      |      |      |      |      |      |      |      |      |      |